# Mali Iđoš
Mali Iđoš (ungarisch Kishegyes; deutsch Hedjesch) ist eine Kleinstadt mit etwa 4200 Einwohnern in der Vojvodina im Norden Serbiens. Sie ist der Verwaltungssitz der Opština Mali Iđoš. Im von ungarischen Siedlern wiedergegründeten Ort betrachten sich noch heute mehr als 80 % der Einwohner als Ungarn.

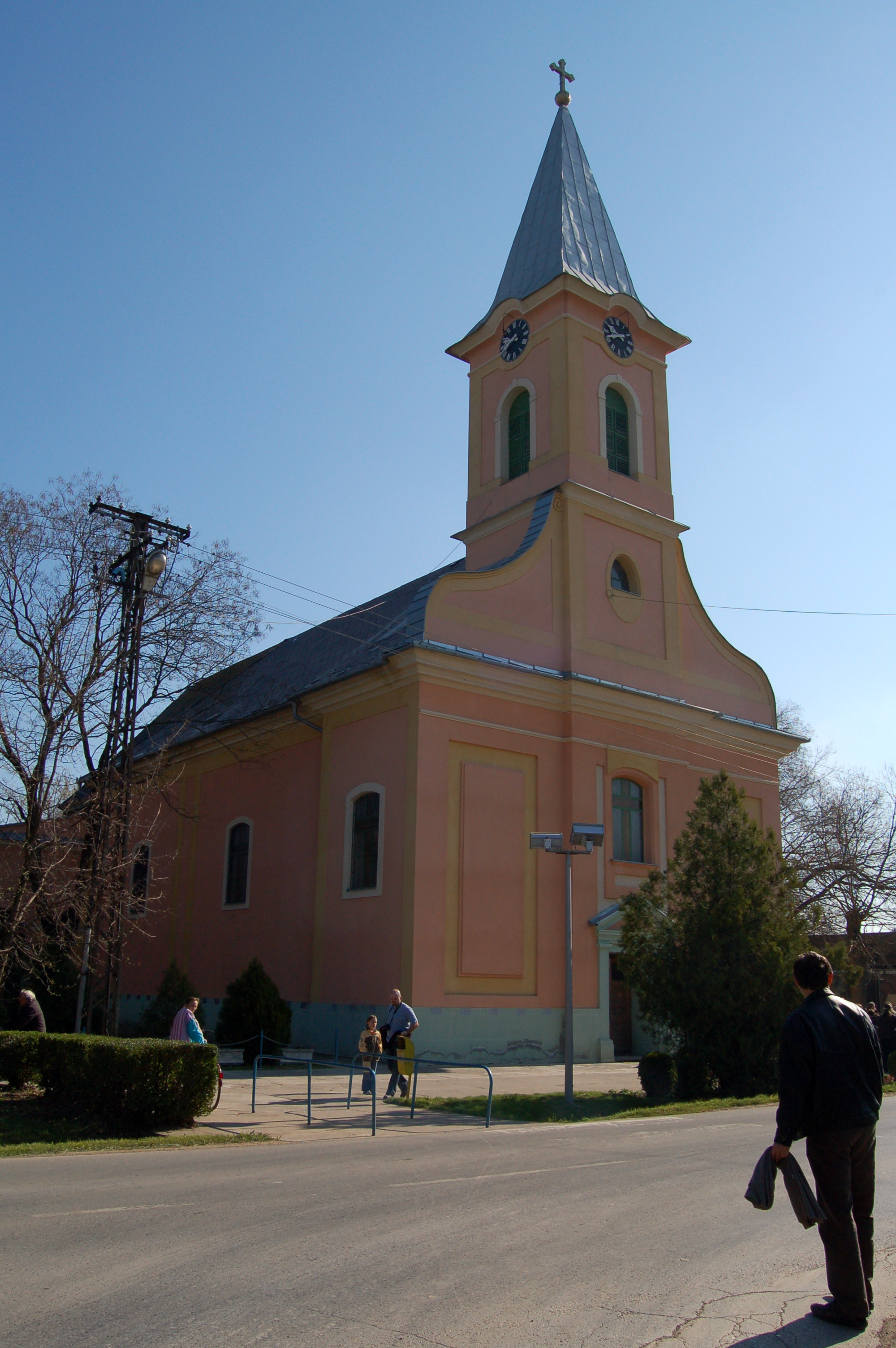
St. Anna

Die 1788 erbaute katholische Kirche St. Anna ist das älteste heute noch erhaltene Gebäude der Stadt.

## Persönlichkeiten
- Die ungarische Sängerin Magdi Rúzsa (* 1985) ist in Mali Iđoš aufgewachsen.
- Der Bischof Franz Hein (1901–1986) wurde hier geboren.